# Nyindu (volk)

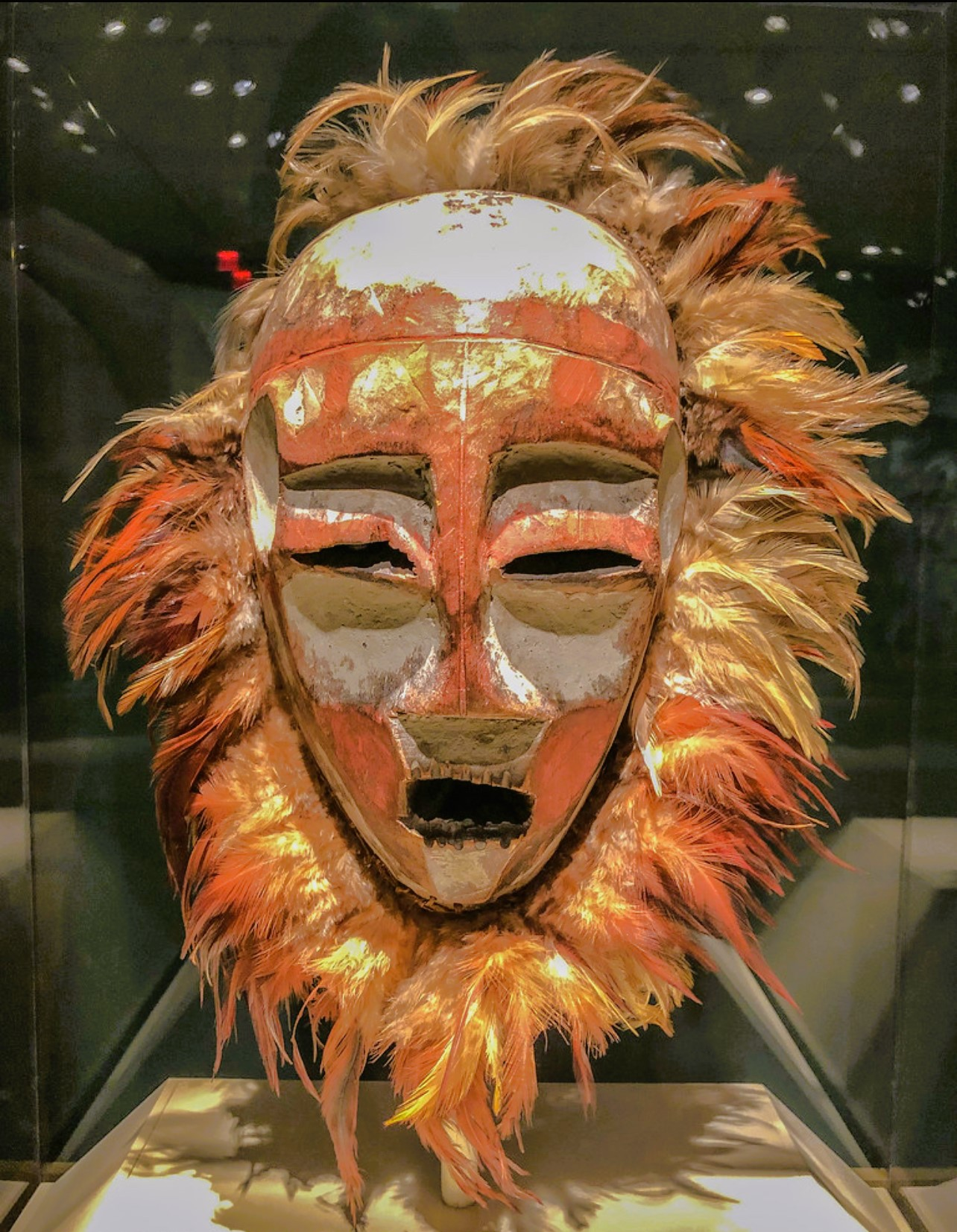
Een Nyindu-gezichtsmasker met een kraag met veren, Monument Avenue in Richmond (Virginia).

De Nyindu, bekend als Mnyindu in enkelvoud en Banyindu in meervoud, zijn een etnische groep geconcentreerd langs de Ulindi-rivier in het noorden, westen en zuiden, alsook langs de Kilungutwe, gelegen in het territorium Mwenga in het zuidelijke deel van de provincie Kivu, in de oostelijke regio van de Democratische Republiek Congo (DRC). Ze behoren tot de Bantoe-etnische groep en taalfamilie, een van de grootste en meest diverse etnische gemeenschappen in de provincie Zuid-Kivu. De Nyindu staan bekend om hun traditionele landbouwpraktijken, waarbij ze gewassen zoals maïs, cassave en bonen verbouwen. Daarnaast is veeteelt van belang. De Nyindu zijn georganiseerd in stammen, elk met een chef of koning die als leidende figuur en bemiddelaar fungeert.

## Geschiedenis
Het Nyindu-volk, een onderdeel van de Bantu-etnolinguïstische groep, heeft een oorsprong die naar verluidt terug te voeren is tot de regio die vandaag de dag Kameroen en Nigeria omvat. Gedurende vele eeuwen heeft deze etnolinguïstische groep zich over het continent verspreid. De exacte oorsprong van het Nyindu-volk blijft enigszins onduidelijk vanwege beperkte geschreven verslagen van hun vroege geschiedenis. Desondanks wordt aangenomen dat de Nyindu een mix zijn van inheemse groepen, afkomstig van M'minje- en Lenge-oorsprong, vermengd met pygmeeën, en immigrantenstammen van de Lega en de Fuliiru - Vira.
Volgens de orale tradities van de Nyindu regeerden de afstammelingen van hun eerste koning over naburige volkeren zoals de Shi, Hunde, Fuliiru en Vira. Bovendien delen sommige leden van de Nyindu-groep clans met de Lega, Fuliiru en Vira, zoals de Batumba, Balambo en Banyemganga. Ook vertoont de Nyindu-architectuur invloeden van de Lega en de Bembe. Hierdoor onderhoudt het Nyindu-volk nauwe culturele en historische banden, niet alleen met de Lega, maar ook met de Shi en de Bembe. Deze banden hebben bijgedragen aan de diverse culturele identiteit van het Nyindu-volk.
De Nyindu hebben elementen uit de culturen van naburige gemeenschappen geïntegreerd in hun eigen culturele praktijken en hebben op hun beurt hun tradities met hen gedeeld. Zo staan de Lega bekend om hun kunstvaardigheid en worden ze geprezen om hun houtsnijwerk en maskers. De Bembe staan daarentegen bekend om hun ingewikkelde mandenvlechtwerk en aardewerk. De Nyindu-bevolking heeft deze elementen in hun eigen cultuur verwerkt en heeft ook hun eigen tradities met deze gemeenschappen gedeeld.

### Bloedbad van Kasika
In recente decennia heeft het Nyindu-volk te maken gehad met aanzienlijke uitdagingen, waaronder conflicten en ontheemding als gevolg van politieke instabiliteit en gewapende groepen in de regio. Op 24 augustus 1998 vond een bloedbad plaats in Kasika en omliggende dorpen, uitgevoerd door rebellen van de Rassemblement Congolais pour la Démocratie (RCD), met als gevolg de liquidatie van meer dan 1.000 mensen, waarvan de overgrote meerderheid Nyindu was. Dit incident wordt algemeen beschouwd als een van de dodelijkste van de Tweede Congolese Burgeroorlog en dat in het hele land immense menselijke ontberingen en ontheemding veroorzaakte.
Na het bloedbad hebben de Nyindu actief deelgenomen aan het politieke en sociale leven van de Democratische Republiek Congo. Waar ze ijverde voor een grotere vertegenwoordiging en erkenning van hun rechten, en het behoud van hun cultureel erfgoed, onder andere door middel van traditionele muziek, dans en kunst. De internationale gemeenschap heeft ook hulp geboden om het Nyindu-volk en andere gemeenschappen die door het conflict zijn getroffen, te ondersteunen, waaronder initiatieven ter bevordering van vrede, veiligheid en ontwikkeling in de regio.

## Cultuur

### Economie
De economie van de Nyindu-gemeenschap is hoofdzakelijk gebaseerd op landbouw, waarbij velen zich bezighouden met zelfvoorzienende landbouw en veeteelt. Daarnaast zijn ze betrokken bij kleinschalige handels- en marktactiviteiten, waarbij ze hun producten en goederen op lokale markten verkopen. De regio waar het Nyindu-volk leeft, is rijk aan natuurlijke hulpbronnen, waaronder mineralen zoals goud, tin en coltan. Echter, de exploitatie en handel van deze hulpbronnen worden vaak geassocieerd met conflicten en schendingen van mensenrechten. De politieke instabiliteit en conflicten hebben aanzienlijke gevolgen gehad voor de economie en het levensonderhoud van de bevolking in de Democratische Republiek Congo, met inbegrip van het Nyindu-volk.

### Taal
Het Nyindu-volk spreekt Kinyindu, een Bantu-taal behorende tot de Niger-Kongo-taalfamilie. Volgens de Belgische antropoloog Daniel P. Biebuyck, delen de Nyindu de meest nauwe culturele en historische banden met het Lega-volk onder de naburige etnische groepen. Desondanks blijft de taalkundige classificatie van de Nyindu-taal enigszins onduidelijk. De Belgische taalkundige Van Bulck, plaatst de Nyindu-taal binnen de subgroep van het Kivumeer van de jonge Bantu-groep van Noordoost-Bantu (sectie B). Hij beschouwt de Nyindu-taal als behorend tot dezelfde taalgroep als de Shi, Hunde, Havu, Tembo, Kinyarwanda en Kirundi, maar verschillend van de Lega-taal.
Aan de andere kant plaatst de Belgische historicus en antropoloog Jan Vansina de Nyindu-taal binnen de Maniema-groep, dezelfde groep als de Lega-taal. Het debat over de classificatie van de Nyindu-taal weerspiegelt de complexe taalkundige en culturele diversiteit van de mensen die in de regio wonen.